# Подільський (Подільське л-во)
Подільський — проєктований ландшафтний заказник. Розташований на території Кам'янець-Подільського лісгоспзагу (Подільське лісництво, квадрати 61, 62) на Хмельниччині . 
Зарезервований для наступного заповідання рішенням Хмельницького облвиконкому № 7 від 25.10.1992 року.

## Опис
Територія багата рідкісними рослинами.
Площа — 210 га.